# 코린 마시에로
코린 마시에로(Corinne Masiero, 1964년 2월 3일 ~ )는 프랑스의 배우이다.